# Eriopeltastes perissinottoi
Eriopeltastes perissinottoi är en skalbaggsart som beskrevs av Ricchiardi 1999. Eriopeltastes perissinottoi ingår i släktet Eriopeltastes och familjen Cetoniidae. Inga underarter finns listade i Catalogue of Life.